# GhostBSD

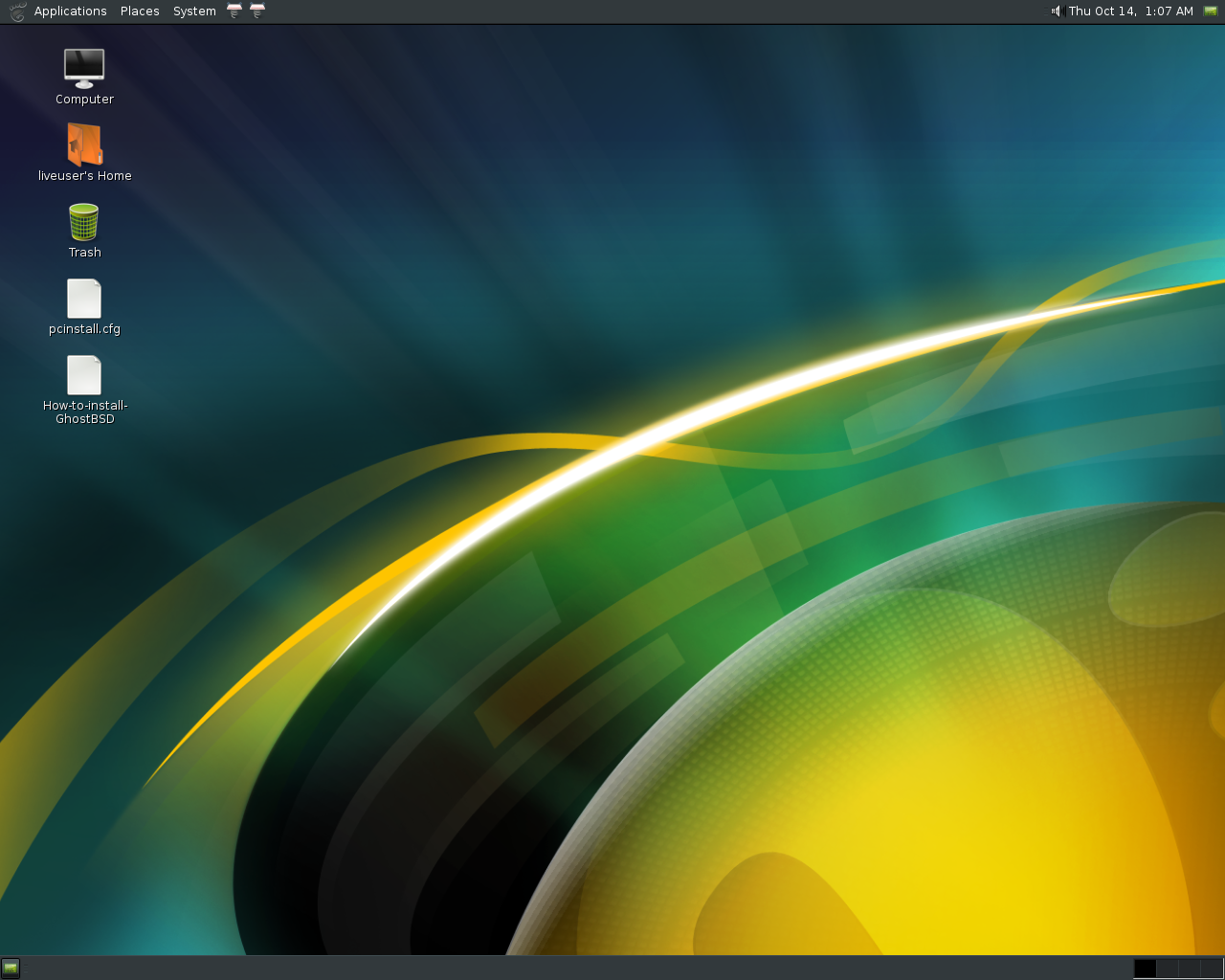
고스트BSD

GhostBSD는 그놈(Gnome) 데스크탑 환경을 사용하는 FreeBSD 기반의 유닉스 계열 운영 체제이다.

2023년 4월 1일 개발자가 만우절 농담으로 아치 리눅스 기반으로 변경하고 이름을 GhostOS로 바꾼다고 하였다가 그게 진짜인 줄 안 일부 사람들에게 혼동을 주었다.

## 버전 역사
버전 1.0부터 11.1는 FreeBSD 기반, 버전 18.10부터 21.01.20는 TrueOS 기반, 버전 21.04.27부터는 다시 FreeBSD 기반으로 돌이왔다.

가장 최신 버전은 2023년 6월 5일 출시된 23.06.01이다.
- 버전 1.0 - FreeBSD 8 기반
- 버전 1.5 - FreeBSD 8.1 기반
- 버전 2.0 - FreeBSD 8.2 기반
- 버전 2.5 - FreeBSD 9.0 기반
- 버전 3.0 - FreeBSD 9.1 기반

## 같이 보기
- FreeBSD
  - TrueOS
  - MidnightBSD
  - NomadBSD
  - HardenedBSD
  - BSD Router Project (BSDRP)
  - DesktopBSD
  - 다윈 (운영 체제)
- OpenBSD
- NetBSD